# سبط (جنس نباتي)
السبط أو السباط جنس نباتي ينتمي إلى الفصيلة النجيلية ويضم عدة أنواع. يضع بعض علماء التصنيف هذا الجنس ضمن جنس الثمام (باللاتينية: Panicum).

## من أنواعهالواطنة(والدخيلة) فيالوطن العربي
- السبط الأرجواني (باللاتينية: Cenchrus purpureus) دخيل متوطن في بلاد الشام
- السبط الخشن (باللاتينية: Cenchrus setaceus) في بلاد الشام ومصر والمغرب العربي وصقلية
- السبط الشائك (باللاتينية: Cenchrus spicatus) في بلاد الشام ومصر والمغرب العربي وصقلية
- السبط طويل الأشواك (باللاتينية: Cenchrus longispinus) دخيل في بلاد الشام
- السبط القنفذي (باللاتينية: Cenchrus echinatus) دخيل متوطن في بلاد الشام
- السبط المتخفي (باللاتينية: Cenchrus clandestinus) في بلاد الشام ومصر والمغرب العربي وصقلية
- السبط المتفرع (باللاتينية: Cenchrus ramosissimus) في بلاد الشام ومصر والمغرب العربي
- السبط المشرقي (باللاتينية: Cenchrus orientalis) في بلاد الشام ومصر والمغرب العربي واليونان وتركيا والقوقاز
- السبط المهدب (باللاتينية: Cenchrus ciliaris) في بلاد الشام ومصر والمغرب العربي وصقلية

## من أنواعه الأخرى
- السبط الجنوبي (باللاتينية: Cenchrus australis)
- السبط الصومالي (باللاتينية: Cenchrus somalensis)